# Якунин, Сергей Иванович
Серге́й Ива́нович Яку́нин (род. 27 февраля 1961 года, Свердловск, СССР) — российский волейболист сидя, капитан и играющий тренер волейбольного клуба «Родник». Бронзовый призёр Паралимпийских игр в составе российской национальной сборной, заслуженный мастер спорта России среди спортсменов с поражением опорно-двигательного аппарата.

## Спортивная карьера

### За сборную[1]
2003 год:
- 4 место — Чемпионат Европы по волейболу сидя (Лапперанта, Финляндия).

2005 год:
- участие — Кубок мира по волейболу сидя (Сараево, Босния).
- 3 место

2006 год:
- 5 место — Чемпионат мира по волейболу сидя (г. Рурмонд, Голландия).

2008 год:
- 3 место — Паралимпийские игры (г. Пекин, Китай).
- 2 место — Кубок мира по волейболу сидя (г. Исмаилия, Египет)

2010 год:
- 4 место — Чемпионат мира по волейболу сидя (г. Оклахома, США).

2012 год:
- 4 место — Паралимпийские игры (г. Лондон, Великобритания).

## Награды
- Медаль ордена «За заслуги перед Отечеством» II степени (30 сентября 2009 года) — за большой вклад в развитие физической культуры и спорта, высокие спортивные достижения на XIII Паралимпийских летних играх 2008 года в городе Пекине (Китай)[2].
- Мастер спорта России международного класса (2008).